# Elektrisk laddning

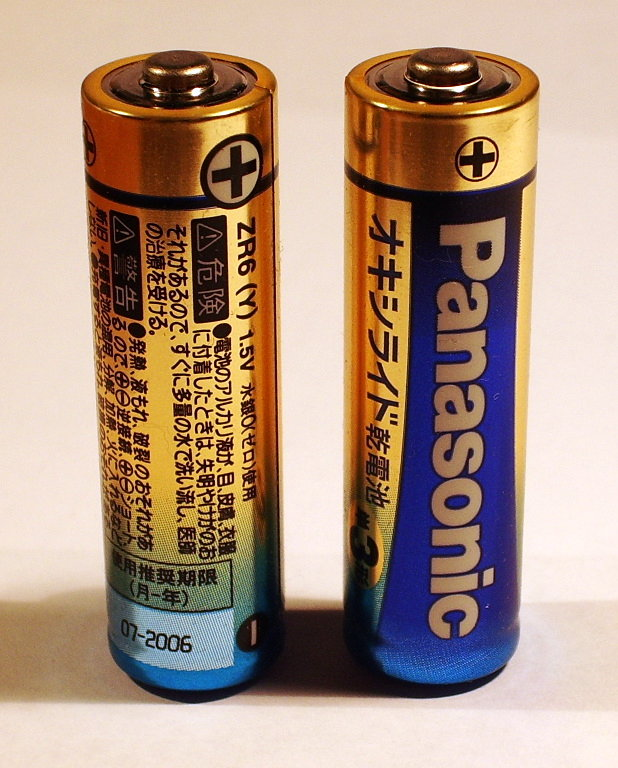
AA-batterier kan lagra en viss laddningsmängd

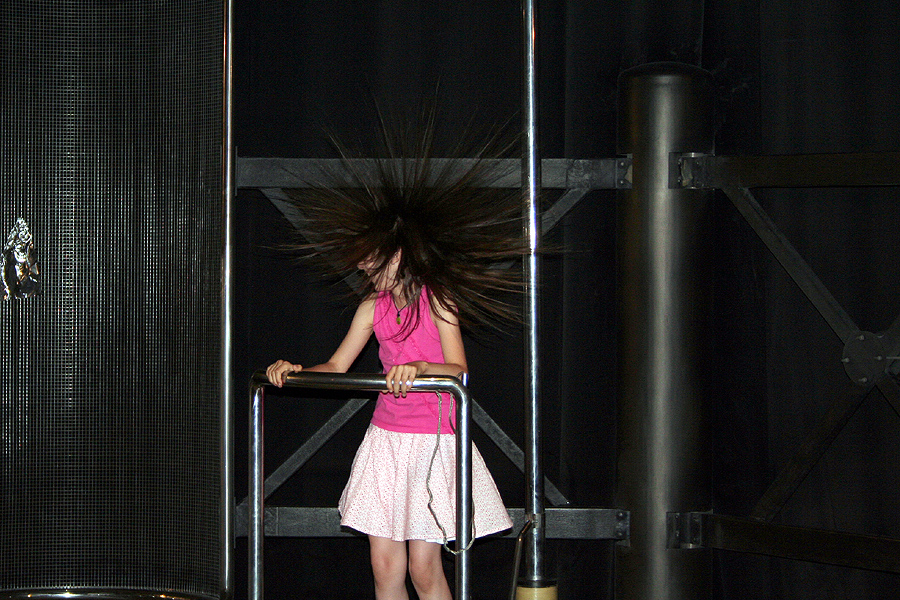
En laddad flicka

Elektrisk laddning eller elmängd (Q, q) är den fysikaliska storhet som påverkas av elektromagnetisk växelverkan, en av de fyra fundamentala krafterna. 
I Coulombs lag har laddning samma roll som massa i Newtons gravitationslag, men skillnaden är att laddning finns i två varianter, positiv och negativ. Det finns också en fundamental skillnad gentemot de tre typerna av färgladdning i den starka växelverkan.
Elektrisk laddning är den fysikaliska egenskap hos materia som orsakar en kraft när den placeras i ett elektromagnetiskt fält. Det finns två typer av elektrisk laddning – positiv och negativ. Objekt med olika typer av nettoladdningar attraheras till varandra, medan objekt med samma typ av nettoladdningar repellerar varandra. Ett objekt är negativt laddat om det har ett överskott på elektroner och är positivt laddat om det har ett överskott av protoner. Den härledda SI-enheten för elektrisk laddning är coulomb (C), fast i eltekniska sammanhang används också ofta enheten amperetimmar (Ah) och inom kemin används vanligtvis elementarladdningen (e) som enhet. 
Protonen och positronen har positiv laddning medan elektronen och antiprotonen har negativ laddning.
Att det finns två och endast två typer av statisk elektricitet har varit känt sedan 1700-talet. Du Fay myntade termerna vitreös och resinös, för "glaselektricitet" och "hartselektricitet". Benjamin Franklin upptäckte att attraktion och repulsion kunde anses bero på förekomsten av två olika slag av laddningar, positiva och negativa, vars algebraiska summa är bevarad, vilket betyder att den totala laddningen förblir oförändrad, vilket gör den till en av de elementära egenskaper materia besitter.
Elektrisk laddning är kvantiserad till negativa eller positiva multipler av elementarladdningen e. Kvarkars laddningar är ±⅓e eller ±⅔e, men de förekommer inte fria.

## Laddning i elektromagnetisk fältteori
Inom klassisk elektrodynamik betraktas laddning som en kontinuerlig kvantitativ storhet, som kan fördelas på en punkt, längs en linje, över en yta eller i en volym.

## Enheter och mätning
Inom SI betecknar elektricitetsmängden en mängd elementarladdningar, där laddningsenheten är |e| = 1,602 177 33·10-19 coulomb (vanligtvis är e den positiva laddningen för protonen, medan -e är den negativa laddningen för elektronen). 
Elektricitetsmängd kan mätas med elektrometer. Den har enheten coulomb. Formeln för beräkning är I = Q/t. Före Thomsons upptäckt av elektronen (1897) och Millikans mätning av elementarladdningen genom observation av fallande oljedroppar (1909), brukade termerna anjon (jon betyder "strövare") och katjon användas, introducerade av Michael Faraday.
En (1) elektricitetsmängd kan definieras som den mängd laddningar som passerar genom en tvärsnittsyta i en elektrisk ledare under en ström på en (1) ampere under en (1) sekund. Formellt bör en sådan kvantitet vara en multipel av elementarladdningen e, men eftersom det är ett medelvärde kan det vara vilket reellt tal som helst.